# Phướn mỏ đỏ
Zanclostomus javanicus là một loài chim trong họ Cuculidae.

## Tham khảo

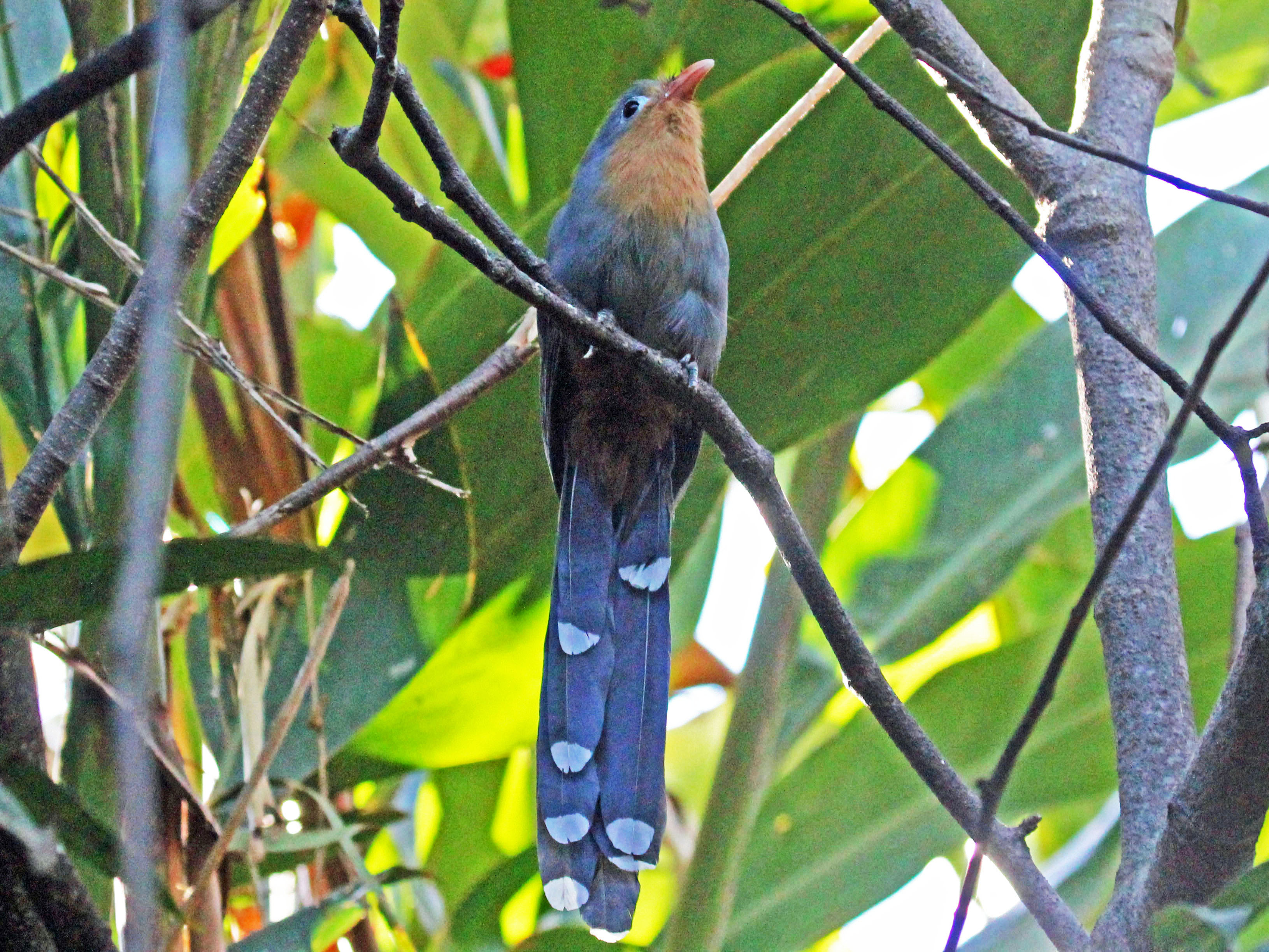
Tại Vườn thú San Diego